# Isaac R. Trimble

Isaac Ridgeway Trimble

Isaac Ridgeway Trimble (* 15. Mai 1802 in Culpeper County, Virginia; † 2. Januar 1888 in Baltimore, Maryland) war ein Offizier im US-Heer, führender Eisenbahningenieur und Generalmajor im konföderierten Heer während des amerikanischen Bürgerkrieges.

## Jugend und Vorkriegszeit
Nach Trimbles Geburt verließen seine Eltern Virginia und siedelten sich in Kentucky an. Sein Onkel, ein Kongressabgeordneter Kentuckys, nominierte ihn 1818 als Kadett für die US-Militärakademie in West Point, New York. Trimble schloss sie 1822 als 17. seines Jahrgangs ab. Obwohl seine besten Leistungen im Ingenieurwesen lagen, wurde er als Brevet-Leutnant zunächst zum 3. US-Artillerie- und später zum 1. US-Artillerieregiment versetzt.
Trimble heiratete 1831 Maria Cattell Presstman, mit der er zwei Söhne hatte, die ihn beide überlebten.
Trimble verließ das Heer 1832 und ließ sich auf Wunsch seiner Frau in Maryland nieder. Dort half er beim Vermessen der Trasse der Baltimore und Ohio Eisenbahnlinie. Danach war er als Konstruktionsingenieur am Bau der Boston und Providence Eisenbahnlinie beteiligt, bevor er als Chefingenieur beim Bau verschiedener Eisenbahnlinien in Pennsylvania mitwirkte. Trimble war von 1859 bis 1861 Direktor der Baltimore und Potomac Eisenbahngesellschaft.
Nach dem Tod seiner Frau 1855 heiratete Trimble deren Schwester.

## Sezessionskrieg
Als sich 1861 die Sezession der Südstaaten abzuzeichnen begann, gehörten die Sympathien des gebürtigen Virginiers Trimble dem Süden. Trimble hegte lange Hoffnungen, dass sich Maryland den Konföderierten Staaten von Amerika anschließen würde. Diese Hoffnung war begründet und nicht unwahrscheinlich, da es sich bei Maryland um einen Bundesstaat handelte, der die Sklaverei gestattete.
Nach dem Angriff auf Fort Sumter verließ Trimble Maryland zunächst nicht. Er nutzte sein berufliches Fachwissen und zerstörte mit anderen Anhängern der Konföderation eine Reihe von Eisenbahnbrücken nördlich von Baltimore, um die Mobilmachung des US-Heeres zu behindern. Als sich abzeichnete, dass die militärische Besetzung Marylands durch das US-Heer eine Beteiligung an der Sezession verhindern würde, verließ Trimble den Norden, um sich zum konföderierten Heer zu melden. Er erhielt den Rang eines Obersten der Pioniertruppe und wurde mit dem Bau von befestigten Artilleriestellungen für die Verteidigung von Norfolk, Virginia beauftragt.
Am 9. August 1861 wurde er, entgegen der Empfehlung von General Joseph E. Johnston, zum Brigadegeneral ernannt. Am 16. November desselben Jahres übernahm er das Kommando über eine Brigade in der Division von Richard Stoddert Ewell und überwinterte mit seiner Truppe an der Rappahannock Front. Bereits zu diesem Zeitpunkt zeichneten sich Meinungsverschiedenheiten zwischen dem offensiv ausgerichteten Trimble und seinem Vorgesetzten Ewell ab, welcher ähnlich wie General Johnston eine defensiv ausgerichtete Taktik bevorzugte.
Im Frühjahr 1862 gehörte Ewells Division zu den Truppen „Stonewall“ Jacksons während des Shenandoah Feldzugs. Hier erhielt Trimble die erste Gelegenheit sich auszuzeichnen. Während der Schlacht bei Cross Keys kommandierte er den entscheidenden Angriff auf die Unionstruppen, wobei es ihm gelang aus kurzer Distanz eine vernichtende Salve auf die gegnerischen Truppen anzubringen, die zum Zusammenbruch des linken Flügels der Union führte. Während Ewell seinen Untergebenen zunächst wegen seines eigenmächtigen Vorgehens rügte, gab er später zu: „Trimble hat diese Schlacht gewonnen.“
Für General Thomas J. Jackson, der eine ähnlich offensive Ausrichtung wie Trimble bevorzugte, empfand Isaac Trimble tiefste Verehrung. Jacksons späterer Tod in der Schlacht bei Chancellorsville stürzte Trimble in tiefe Trauer.
Während der Sieben-Tage-Schlacht wurde Trimbles Brigade in schwere Kämpfe bei Gaines’ Mill verwickelt, die sie siegreich überstand. Bei der Schlacht am Malvern Hill bot sich Trimble an, das sich abzeichnende Patt durch einen Nachtangriff in einen Sieg zu wandeln, was ihm von Ewell jedoch untersagt wurde.
In der Zweiten Schlacht am Bull Run besiegte Trimbles Brigade bei Freeman's Ford eine Unionsbrigade und schlug sie in die Flucht. Danach umrundete die Brigade die Flanke der Unionstruppen, eroberte zwei Artilleriebatterien der Virginia-Armee und zog die Truppen von Generalmajor John Pope auf Jacksons Verteidigungsstellungen, wo Pope eine vernichtende Niederlage einstecken musste. Bei diesem Angriff wurde General Trimble schwer am Bein verletzt und fiel, nicht zuletzt aufgrund seines fortgeschrittenen Alters, für Monate aus dem aktiven Dienst aus. Aufgrund seiner Verdienste empfahl General Jackson Trimble für eine Beförderung zum Generalmajor. Der Empfehlung wurde mit Wirkung vom 19. Januar 1863 stattgegeben.
Trimble erhielt das Kommando über Jacksons alte Division (die „Stonewall Division“), nun Trimbles Division genannt. Sein Gesundheitszustand war jedoch noch nicht wieder ausreichend hergestellt, um das Feldkommando zu übernehmen. Stattdessen führte Raleigh E. Colston als rangältester Brigadekommandeur die Division in der Schlacht bei Chancellorsville. Das Kommando der Division ging nach der Schlacht an Generalmajor Edward „Allegheny“ Johnson über, da Trimbles Gesundheitszustand immer noch schlecht war. Mit dem Besonderen Befehl Nr. 146 wurde Trimble am 30. Mai 1863 zum Kommandeur des Wehrbezirks Shenandoahtal ernannt.
Ende Juni 1863 meldete sich Trimble bei General Lee, der ihm sagte: „Melden Sie sich bei Ewell und helfen ihm, Harrisburg zu nehmen“. Er meldete sich am 27. Juni 1863 bei Generalleutnant Ewell zurück, der ihn bis auf weiteres als Offizier zur besonderen Verwendung zu seinem Stab nahm. Zu diesem Zeitpunkt zählte Trimble zu den ältesten Generalen der Nord-Virginia-Armee.

## Schlacht von Gettysburg
Zu Beginn der Schlacht von Gettysburg gelang es Ewells Truppen, den rechten Flügel der Potomac-Armee, das XI. Korps, in die Flucht zu schlagen. Danach erhielt Ewell von General Robert E. Lee den Auftrag, die südlich der Stadt gelegenen wichtigen Höhen Cemetery und Culps Hill falls möglich zu nehmen. Ewell hielt dies nicht für möglich und entschied sich, erst nach Eintreffen der dritten Division des II. Korps anzugreifen.
Über diese Entscheidung kam es zum endgültigen Bruch zwischen Ewell und Trimble. Trimble war entsetzt über Ewells Zögern, die Hügel zu besetzen und bestürmte ihn, anzugreifen oder ihm einen Teil der Truppe zu unterstellen und den Angriff an seiner Stelle unternehmen zu lassen. Ewell entgegnete Trimble: „Wenn ich den Rat eines untergebenen Offiziers wünsche, werde ich ihn einholen.“ worüber Trimble so in Wut geriet, dass er Ewell seinen Degen vor die Füße warf, was als Geste tiefer Verachtung verstanden wurde.
Nachdem am zweiten Kampftag Generalmajor William Dorsey Pender, einer der Divisionskommandeure von Ambrose Powell Hills III. Korps, verwundet wurde, erhielt Trimble den Befehl über Penders Division. Am 3. Juli nahm Trimbles Division am Angriff auf das Zentrum der Unionstruppen teil, bekannt geworden als „Pickett's Charge“. Die Division war dabei auf dem linken Flügel hinter der Division von Brigadegeneral James Johnston Pettigrew eingesetzt. Trimble hatte dabei das Handicap mit einer Division antreten zu müssen, die er nie zuvor geführt hatte. Die Division musste ebenso wie die anderen beiden angetretenen Divisionen schwere Verluste hinnehmen. Trimble zollte seinen untergebenen Soldaten nach dem Krieg Respekt mit den Worten: „Wenn die Männer, die ich an diesem Tag zu kommandieren die Ehre hatte, diese Stellung nicht einnehmen konnten, könnten alle Furien der Hölle sie nicht einnehmen.“
Trimble selbst wurde bei diesem Angriff erneut schwer am selben Bein verwundet, das bereits zuvor verwundet worden war. Es gelang konföderierten Soldaten Trimble vom Schlachtfeld zu bergen, das Bein musste jedoch amputiert werden. Da Trimbles Gesundheitszustand einen Transport nicht erlaubte, ließ man ihn beim Abzug der konföderierten Truppen zurück, damit die Unionsarmee ihn finden sollte. Am Abend des Tages geriet Generalmajor Isaac Trimble in Kriegsgefangenschaft.

## Kriegsgefangenschaft
General Trimble wurde zunächst im Kriegsgefangenenlager Johnson's Island interniert und sollte nach seiner Genesung auf Ehrenwort entlassen werden. Dieses Vorhaben wurde nach Intervention des vorherigen U.S. Kriegsministers Simon Cameron jedoch fallen gelassen, da Cameron Trimbles Fachwissen als Eisenbahningenieur für zu bedeutend hielt, um ihn freizulassen. Bis Kriegsende wurde Trimble im Kriegsgefangenenlager Fort Warren interniert. Nach der Kapitulation Lees wurde er auf Ehrenwort aus der Kriegsgefangenschaft entlassen.

## Nach dem Krieg
Nach dem Ende des Sezessionskrieges erhielt Trimble eine Beinprothese und kehrte nach Maryland zurück, um seine Tätigkeit bei der Eisenbahn wieder aufzunehmen. Im Juli 1867 wurde er Chefingenieur der Baltimore und Potomac Eisenbahnlinie. Isaac Trimble starb am 2. Januar 1888 in Baltimore, Maryland. Er wurde auf dem Green Mount Cemetery in Baltimore beigesetzt.

## Trivia
- 1849 erbaute Trimble Baltimores „1849 President Street Station“, den ältesten noch erhaltenen Bahnhof der USA, der 1997 restauriert und in ein Bürgerkriegsmuseum umstrukturiert wurde.
- In den Filmen Gettysburg und Gods and Generals verkörperte William Morgan Sheppard die Figur von Isaac Trimble.
- Stonewall Jackson bezeichnete Trimble einmal als „The only fancy soldier under my command“ (in etwa: „Der einzige fesche Soldat unter meinem Kommando.“)